# Hylomantis granulosa
Hylomantis granulosa é uma espécie de anfíbio da família Hylidae. Endêmica do Brasil.